# Oriol González
Oriol González Rodríguez (Barcelona, 6 de gener de 1975) és un exjugador de bàsquet català. Amb els seus 2.03 metres d'alçada jugava en la posició d'aler pivot.

## Carrera esportiva
Oriol es va formar a les categories inferiors del Joventut de Badalona. Abans d'arribar al primer equip verd-i-negre la temporada 1996-97 va jugar cedit al Sant Josep de Badalona i a La Salle Mahón, tots dos equips de lliga EBA. Després de jugar una temporada a la Lliga ACB amb el Joventut, va jugar un any a la lliga LEB en el Viatges Aliguer Pineda. Després d'aquest pas per la LEB va estar dos anys e la lliga portuguesa. La temporada 2000-01 torna a la lliga espanyola, concretament al Badajoz Caja Rural de LEB, per jugar posteriorment al segon equip de la Penya a la lliga EBA i al Condis Gramenet, de LEB 2. A partir de la temporada 2002-03 passarà per diversos equips catalans de lliga EBA, i des del 2008 a Copa Catalunya. El 2015 va fitxar per la Unió Esportiva Sant Cugat.